# ALT (band)
ALT is een voormalige band bestaande uit de Noord-Ierse singer-songwriter Andy White (1962), de Ierse muzikant Liam O'Maonlai (1964) en de Nieuw-Zeelandse artiest Tim Finn (1952).
De naam van de band is opgebouwd uit de beginletters van hun voornaam. De band nam in 1995 in Melbourne het album Altitude op en later dat jaar in Sydney een livealbum met als titel Bootleg. Na de verschijning van het album maakte de groep een korte tournee door Europa. De leden van de band hervatten na dit muzikale avontuur weer hun eigen weg. Liam O'Maonlai met zijn band Hothouse Flowers, Tim Finn ging alleen verder, om daarna een samenwerking aan te gaan met zijn broer Neil Finn onder de naam Finn Brothers. Andy White hervatte zijn solocarrière.

## Discografie
- 1995: Altitude (Australië: EMI/ALT Recordings; Nederland: Parlophone/ALT Recordings)
- 1995: Bootleg